# Manthia Diawara
Manthia Diawara (nacido el 19 de diciembre de 1953) es un escritor, cineasta, teórico cultural, académico e historiador del arte maliense. Tiene el título de profesor universitario en la Universidad de Nueva York (NYU), donde es director del Instituto de Asuntos Afroamericanos.

## Biografía
Diawara nació en Bamako, Malí, y recibió su primera educación en Francia. Posteriormente se doctoró en la Universidad de Indiana en 1985. Antes de enseñar en la NYU, Diawara fue profesor en la Universidad de Pensilvania y en la Universidad de California en Santa Bárbara.
Gran parte de su investigación se ha centrado en el campo de los estudios culturales negros, aunque su trabajo se ha alejado del enfoque tradicional de dicho estudio formulado en Gran Bretaña a principios de la década de 1980. Junto con otros notables estudiosos recientes, Diawara ha tratado de incorporar la consideración de las condiciones materiales de los afroamericanos para proporcionar un contexto más amplio al estudio de la cultura de la diáspora africana. Un aspecto de esta formulación ha sido el privilegio de la "negritud" en todas sus formas posibles, más que como algo relevante para una única y quizás monolítica definición de la cultura negra.
Diawara ha contribuido significativamente al estudio del cine negro. En 1992, Indiana University Press publicó su African Cinema: Politics & Culture y, en 1993, Routledge publicó un volumen editado por él titulado Black-American Cinema. 
Su libro de 1998 In Search of Africa (En busca de África) es un relato de su regreso al hogar de su infancia, Guinea, y fue publicado por Harvard University Press.
En 2003, Diawara publicó We Won't Budge: A Malaria Memoir, cuyo título es un homenaje a la canción de protesta de Salif Keita "Nou Pas Bouger". El libro fue descrito por The Village Voice como "a ratos elegíaco, poco sentimental, furioso y sabio: su historia se desarrolla en los días triunfales posteriores a 1960 (cuando Malí se independizó de Francia), viaja a la ensoñación de una juventud que pasó esclavizada por el rock and roll, y evoca su despertar al arte y al racismo en Occidente".
Diawara forma parte de la junta directiva de TransAfrica Forum, junto a Harry Belafonte, Danny Glover y Walter Mosely, que apoyó la exitosa candidatura de Barack Obama a la presidencia en 2008.
En 2015, apareció en el documental Sembene! sobre la vida y la carrera del legendario cineasta senegalés Ousmane Sembene, un cineasta que el propio Diawara perfiló en su propio documental sobre el cineasta, Sembene: the Making of African Cinema.

## Obras